# Orange (Nova Gales do Sul)

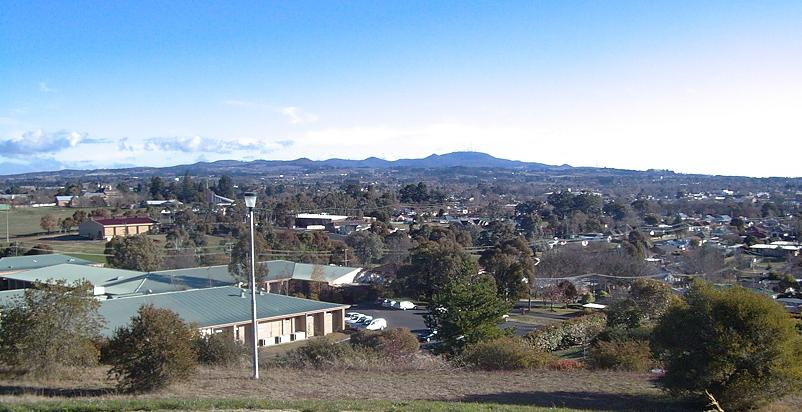
Vista panorâmica de Orange

Orange é uma cidade australiana do estado de Nova Gales do Sul. Localiza-se a cerca de 250 km ao Oeste de Sydney, e possui uma altitude de 862 metros. Sua população, aproximada é de 40 000 habitantes, e sua área é 285 km². Sua economia baseia-se, principalmente, em agricultura, mineração e serviços (saúde e educação).
As quatro estações do ano são bem definidas, com um verão bastante quente e temperaturas nos arredores de 40 graus centígrados sendo freqüentes, e um inverno gelado, com temperaturas negativas praticamente toda noite. Embora nevascas não sejam comuns, ocorrem ocasionalmente. O Monte Canobolas,  com altitude de 1 395 metros, localiza-se próximo à cidade, e é o ponto mais alto entre Sydney e Perth.